# أولريش فورتي
أولريش فورتي (بالإيطالية: Uli Forte) (30 أبريل 1974 بفانغن-بروتيزن في سويسرا - ) هو مدرب كرة قدم ولاعب كرة قدم إيطالي وسويسري في مركز الدفاع. لعب مع نادي كرينز ونادي يانغ بويز وFC Red Star Zürich ‏.

## وصلات خارجية
- أولريش فورتي على موقع قاعدة بيانات كرة القدم.إي يو (الإنجليزية)